# Quercus lenticellata
Quercus lenticellata — вид рослин з родини букових (Fagaceae), поширений у Таїланді.

## Середовище проживання
Поширення: північний Таїланд.